# Abborrsjön (Sorsele socken, Lappland, 727696-160795)
Abborrsjön är en sjö i Sorsele kommun i Lappland och ingår i Skellefteälvens huvudavrinningsområde. Sjön har en area på 0,168 kvadratkilometer och ligger 418,9 meter över havet. Abborrsjön ligger i Lässejaure Natura 2000-område.

## Delavrinningsområde
Abborrsjön ingår i det delavrinningsområde (727760-160683) som SMHI kallar för Utloppet av Abborrsjön. Medelhöjden är 423 meter över havet och ytan är 2,84 kvadratkilometer. Det finns inga avrinningsområden uppströms utan avrinningsområdet är högsta punkten. Vattendraget som avvattnar avrinningsområdet har biflödesordning 2, vilket innebär att vattnet flödar genom totalt 2 vattendrag innan det når havet efter 196 kilometer. Avrinningsområdet består mestadels av skog (32 procent) och sankmarker (63 procent). Avrinningsområdet har 0,17 kvadratkilometer vattenytor vilket ger det en sjöprocent på 5,9 procent.